# John Francis Daley
John Francis Daley (Wheeling, 20 juli 1985) is een Amerikaans acteur. Hij is vooral bekend door zijn rol dr. Lance Sweets in de televisieserie Bones en door zijn terugkerende rol als Anthony Ward in de televisieserie Boston Public.

## Filmografie

### Films
- Allerd Fishbein's in Love (2000) - Allerd Fishbein
- View from the Top (2003) - Rodney
- Waiting... (2005) - Mitch
- 5-25-77 (2007) - Pat
- Burying the Ex (2008) - Zak
- Horrible Bosses (2011) - Carter (ook schrijver)
- The Incredible Burt Wonderstone (2013) - Paramedic (ook schrijver)
- Rapture-Palooza (2013) - Ben
- Horrible Bosses 2 (2014) - (scenarioschrijver)
- The Flash (2023) - (scenarioschrijver)

### TV Films
- The Kennedys (2001) - Anthony
- The Call (2007) - Tom

### Televisie
- Freaks and Geeks (18 afleveringen, 1999–2000) - Sam Weir
- Boston Public (5 afleveringen, 2000–2001) - Anthony Ward
- The Geena Davis Show (22 afleveringen, 2000–2001) - Carter Ryan
- The Ellen Show (1 aflevering, 2001) - Erik
- Spin City (1 aflevering, 2002) - Spencer
- Regular Joe (5 afleveringen, 2003) - Grant Binder
- Judging Amy (1 aflevering, 2004) - Jace Crosby
- Kitchen Confidential (13 afleveringen, 2005) - Jim
- Stacked (1 aflevering, 2006) - Kevin
- Bones (2007–2014) - Dr. Lance Sweets
- The Finder (1 aflevering, 2012) - Dr. Lance Sweets

### Internet
- Clark and Michael (1 aflevering, 2006)
- Tales of the Polyverse (1 aflevering,[1] 2010)

- Biblioteca Nacional de España: XX5564861
- Bibliothèque nationale de France: cb166023381 (data)
- Gemeinsame Normdatei: 1084019027
- International Standard Name Identifier: 0000 0000 4970 6443
- Library of Congress Control Number: nr2002000983
- MusicBrainz: eba94152-8143-4650-8907-f5e9adffd9a6
- Nationale Bibliotheek van Tsjechië: xx0202145
- Nationale Bibliotheek van Polen: a0000002790336
- Système universitaire de documentation: 221728619
- Virtual International Authority File: 61478832
- WorldCat: E39PBJhmKb7xxHJ4KvGrm9qPcP